# 生徒会の一存
『生徒会の一存』（せいとかいのいちぞん）は、葵せきなによる日本のライトノベルおよびそれを原作としたメディアミックス作品。イラストは狗神煌。略称は「生存」。富士見ファンタジア文庫（富士見書房→KADOKAWA）より2008年1月から2018年7月まで刊行された。
当初は各巻のタイトルに必ず付けられる「碧陽学園生徒会議事録」（へきようがくえんせいとかいぎじろく）をシリーズ名としていたが、長すぎて覚えにくいため第1巻のタイトル『生徒会の一存』がシリーズ名となった。さらに短縮されて「生徒会シリーズ」と呼ばれている。『生徒会の金蘭』は「みんなで選ぶベストラノベ2011」では感想部門で9位を獲得している。2012年12月時点でシリーズ累計発行部数は600万部を記録している。

## 概要
私立高校・碧陽学園の生徒会の役員たちが生徒会室で繰り広げる駄弁を書き綴った連作短編小説。各話タイトルは「○○する生徒会」となるのが基本。
作中にメタフィクションが仕組まれており、「生徒会の優秀さを全校生徒に知らしめるため会長のくりむの命令で副会長の鍵が生徒会の日々を描いた小説を執筆し、富士見書房に掛け合って出版している」としてこの小説について言及される。第1期アニメ版では一話ごとに一ヶ月ずつ月が流れている。
ライトノベルにおける「日常系ギャグ」を確立させた作品シリーズである。作者自ら「4コマ小説」と評する登場人物のコミカルなやり取りと、随所に織り込まれたパロディが特徴（特にハルヒやドラゴンボールのネタが多い）で、担当編集の中村昭子は、作品の読みどころについて「たくさんの物が詰まっていて、いろいろな楽しみ方が出来る作品」と述べている。作者によれば「大事件が起こって、日常を取り戻そうとする」というよくある話を逆転し、取り戻したかった価値のある日常を書くことを企図した小説である。
本作の本編には編集部から要請された「続きの要素」として、各巻にプロローグとエピローグが挿入されており、生徒会を監視する「企業」の挿話を収める「企業編」は第5巻で完結、第6巻から最終巻である第10巻は卒業式前日から始まる生徒会の物語の終わりを描く「卒業編」となっている。
外伝には生徒会室内の出来事も話が多く収録されるものの、前半の巻は杉崎・椎名深夏の2年B組の出来事、後半は椎名真冬が在籍する1年C組の話が多く収録されているが、それに囚われず基本的には本編に収録されなかったサイドストーリーが多い。シリーズの読み進め方としては本編『碧陽学園生徒会議事録』シリーズと外伝・後日譚『碧陽学園生徒会黙示録』・『碧陽学園新生徒会議事録』を織り交ぜてシリーズの刊行年月日順に読み進めることを前提に構成されている。
本編である碧陽学園生徒会議事録「生徒会の一存」シリーズは2012年1月に全10巻をもって完結し、番外編である碧陽学園生徒会黙示録「生徒会の○○」シリーズは2013年7月に発売した第8巻である『生徒会の祝日』をもって完結し、杉崎が3年生になったときの後日談（外伝）である碧陽学園新生徒会議事録「新生徒会の一存」シリーズも上下2巻で完結している。作者は2013年に発売した『生徒会の祝日』がシリーズ全体の完結であると明言しているため、シリーズ全体で全20巻で完結となる（図鑑も含めれば21巻）。しかしもしかしたら戻ってくるかもしれないという発言後に残している。その後2018年7月に第1巻発売から10周年を記念し、碧陽学園生徒会黙示録の9巻目となる『生徒会の周年』が発売された。
葵の前作『マテリアルゴースト』及び、後作『ゲーマーズ!』と同一世界観上にあり（時系列的には『マテリアルゴースト』の後、『ゲーマーズ!』の前）、作中でこれらの作品の登場人物や設定などについて触れられていることがある。

## 作品展開
前作『マテリアルゴースト』の後の新作として作者は最初シリアスな「現代×異世界」の長編を構想していたが、前担当編集者からラブコメを求められたことを受けて書いた第1話が好評であったことからこの小説が生まれた。「日々みんなでダベっているだけの話」であり「いろいろな意味で冒険作だった」と担当を引き継いだ編集者が振り返る作品であったが シリーズ開始直後から話題を呼び、2008年7月に富士見書房の刊行するライトノベル誌『ドラゴンマガジン』（2008年9月号）の表紙を同誌史上最速で飾った。編集部からは快く受け入れられ『ドラゴンマガジン』に番外編が掲載されているほか、同誌の付録としてシャーペン（2008年9月号）、生徒手帳（2008年11月号）などが作られている。『このライトノベルがすごい! 2009』の作品総合ランキングでは7位（新作としては1位）を獲得し、コミックとらのあなの文庫売り上げランキング（2007年10月1日 - 2008年9月30日分）では新規シリーズとしては売り上げ1位を記録している。
10moによる漫画化作品が『ドラゴンエイジピュア』（Vol.12 - Vol.15）、『月刊ドラゴンエイジ』（2009年3月号 - 2013年1月号）まで連載されており全8巻で完結した。また、水島空彦による漫画版「生徒会の一存 にゃ☆」も『コンプティーク』（2009年6月号 - 2010年1月号）にて連載された。さらに、『ドラゴンマガジン』2009年3月号（富士見書房、2009年1月20日発売）および『生徒会の四散』帯にてTVアニメ化が発表され、2009年10月から12月まで放送された。また2011年2月発売の『生徒会の水際』帯にて「再び動き出す○○○化」と発表され、3月20日発売の『ドラゴンマガジン』5月号にて新作アニメの製作が正式に発表され、2012年10月より『生徒会の一存 Lv.2』としてニコニコ生放送にて先行配信され、2013年1月よりTVにおいても放送された。

## 舞台
本作品は公式に碧陽学園の所在地並びに作品の舞台がどこなのか明確にはしていないが、作中で度々「内地」、「道内」という表現などが用いられる、作者もブログで舞台が北海道であることをほのめかす記述をしていることなどから、舞台は北海道内のようであるが、作者は「北の大地のどこか」という認識を望んでいる。
アニメ版第1期については北海道札幌市が舞台であると作者が公表しており、作品協力として札幌創成高等学校がクレジットされている。第2期ではクレジットされていない。
2010年2月開催の第61回さっぽろ雪まつりに、大通6丁目会場の中雪像の1つとして参加している。制作は北海道札幌平岸高等学校デザインアートコース在籍の女子6人による。

## あらすじ
私立碧陽学園の生徒会役員は、一風変わった方法で選ばれる。それは純然たる人気投票。なので外見が美しいものが選ばれることとなる。男子は他の男子からの反感があるため、必然的に美少女の集まりの場となる。結果として生徒会長・桜野くりむを始めとする役員は美少女だらけ。しかし例外として学年一位の者が役員となれる「優良枠」というものが存在していた。猛勉強の末その座を獲得した男子生徒・杉崎鍵は唯一の男子として役委員入りを果たし、生徒会を自らのハーレムと公言する。

## 登場人物

### 碧陽学園生徒会
基本的に、生徒会らしい仕事を行うことはほとんどない。普段の活動は各々で好きなことを行って時間を潰したり、生徒会長である桜野くりむの議題で会議をしようとしても結局は話が脱線しそのまま終了することが多い。ただし生徒会がダラダラと楽しく学園生活を過ごしているために、他の生徒達も活気に溢れているなど、知らず知らずに風紀の活性化には一役買っている。また、生徒会室内での雑談の中で生徒会役員たちの過去の苦い思い出なども語られていく。
杉崎 鍵（すぎさき けん）
声 - 近藤隆
本作の主人公。私立碧陽学園生徒会副会長を務める2年生でB組所属。容姿はそれなりに良い。生徒会の会話では基本的にツッコミ役であるが、自身もボケをかましてメンバーからツッコまれることも少なくない。彼のボケは狙ってやっているように見せかけて、天然という部分が9割であり、深夏と自分がそれぞれのブレーキ役となっているために互いが存分にボケられている。
入学当時の成績は底辺レベルだったが、美少女揃いの生徒会に入るため一年の間の猛勉強の果てに年度末でトップの成績を取り、成績優秀者が希望すれば生徒会入りできる「優良枠」 で現在の役職に就いた。生徒会唯一の男子であることや度々放つセクハラ発言のせいもあって、他の生徒会メンバーからぞんざいな扱いを受けることもある。
自身に向けられる好意は絶対に見逃さないと言い張っているが、実際はかなりの鈍感である。そのため、生徒会メンバー全員からある種の好意を寄せられているのにもかかわらず、ハーレムの完成には一歩及ばずにいる。それどころか、深夏からは他の生徒会メンバーに先駆けて明確な好意を示され、好意からのキスをされたのにも関わらず、それすら「元気を吸い取られた！！」などと暴走思想を働かせる始末である(ただし、その時の深夏の表情の変化には気付いている)
能力面においては、深夏曰く、「エロという点では群を抜いてダメ人間だけど、それを除けば割と完璧人間」らしい。中でも事務的能力は非常に高く、時間がかかる仕事を一人で短時間で終わらせ生徒会メンバーが仰天したほど。
中学時代に幼馴染の松原飛鳥と義妹の杉崎林檎という何よりも大切な2人がいたが、「精神的な二股状態」になってしまい、どっち付かずの気持ちのまま2人との破局を迎えてしまっている。
『このライトノベルがすごい！』男性キャラクター部門では2009版で10位、2010年版で5位、2011年版で8位、2012年版で10位、2013年版・2014年版で共に9位を獲得している。
桜野 くりむ（さくらの くりむ）
声 - 本多真梨子
生徒会長であり3年生でA組所属。前年は生徒会副会長。身長も胸もないため見事な幼児体形であり、その容姿からロリ扱いされ、しまいには小学生と間違われることもある。
生徒会長でありながら成績は芳しくなく、運動も不得手などダメ人間ではあるが、何事にも必要以上に一生懸命に取り組む。よく他の生徒会メンバーを振り回しているが、逆に子ども扱いされてイジられることも多い。子ども扱いされると怒るが、知弦に対しては甘える態度を見せる。
また人気投票の生徒会選挙で生徒会長に当選していることからもわかるとおり、外見と中身に反して異常なほどのカリスマ性の持ち主。鍵の言うことは聞かない生徒たちも、彼女の一喝で一斉に閉口するほどである。その一方で口を開けば空気の読めない発言や自分を棚に上げる発言、中身の伴わない正論を繰り返し人をムカつかせる才能をも合わせ持つ。自分が見聞きした名言などにすぐ感化され、本作のエピソードの多くは、彼女が名言を高らかにホワイトボードに掲示して宣言することから始まる。稀に行う仕事についてもいい加減なため、結局、鍵が後始末をすることになる。
家族関係は良好で、父親は会社の社長で金持ちの部類に入る。鍵はそのことから、くりむのカリスマ性はこれに関係しているのではないかと推測している。父親が社長ということもあって本人の感覚は一般離れしており、父親の肩たたきやポストの新聞取りなどを社会の荒波だと勘違いするほどである。
相手に合わせて携帯の着信音を変えている（例とすると鍵は「耳元で蚊が飛んでいるような音声」、杏子は「暴走族のバイク音」など）。
鍵との出会いは生徒会メンバーのなかで最も早く、1年前の春に学校の廊下で生徒会の書類を運んでいる時に邂逅した。鍵がエロゲ・ギャルゲマニアになったのは、そのときのくりむの発言がきっかけである。
紅葉 知弦（あかば ちづる）
声 - 斉藤佑圭（第1期）→美名（第2期）
生徒会書記であり3年生でA組所属。前年は生徒会副会長。非の打ちどころがない抜群のプロポーションの持ち主で、くりむとは正反対の大人びた容姿と落ち着いた物腰を持つ。とても高校生とは思えないほどの大人の魅力を振りまいている。
頭の回転が速く、趣味が勉強といっても過言ではないくらいこなしているため、成績は3年でトップの超優等生である。
普段から寡黙なタイプで常に落ち着いており、クールでありながら優しさを持ち合わせているという大人っぽい性格。生徒会の参謀的存在なのだが、反面かなりの毒舌かつ鞭を携帯するほどのドSで、よくくりむたちをやり込めては楽しんでいるが、生徒会メンバー以外がくりむたちで遊ぶのは決して許さない。機嫌が悪くなると不気味なほどの作り笑顔になり、その笑顔はリリシアが身を強張らせるレベルである。
株の取引に慣れ、自身が行った犯罪計画などを口にしたり休日には殺人事件に探偵として現れたりと、裏社会などの色々な世界に関わっている。
形から入るタイプの様で、本格的に忙しい時などにはモードチェンジのためなのか度の入って無い伊達眼鏡をかけることがある。
理想のタイプは「アカちゃん、それ以外になし」と百合と思わせる発言をしており、言い切っているが、男性であれば鍵のようなタイプが好みらしく、彼に好意を寄せている。
鍵との出会いは1年前の秋。勉強などの無理のし過ぎで貧血で倒れた鍵を、保健室に居た彼女が手際よく介抱したことがきっかけ。鍵の過去を聞いた知弦は鍵を優しく抱きしめ、過去を鍵と共に吹っ切ることができた。鍵のあだ名が「キー君」になったのもそのときがきっかけである。
椎名 深夏（しいな みなつ）
声 - 富樫美鈴
生徒会副会長で鍵のクラスメイトである2年生でB組の委員長。真冬の姉。前年は生徒会会計。スタイルは抜群。特定の部活動には所属していないが、運動神経抜群なので助っ人としてよく顔を出している。加えて成績は学年5位以内を取る優等生でもある。
リーダーシップがあり正義感が強く、男口調でボーイッシュな性格だが中身は誰よりも乙女である。それゆえ女生徒からの人気が高く本人も満更ではない様子だが、リリシアに百合疑惑をかけられた時は全力で否定していた。しかし、自身でも男よりは女の方が好きと話している。
母親の離婚後は男という生き物が判らなくなってしまい、「男」を理解するために少年漫画などの「熱血もの」を読むようになり、生徒会でもその手の意見を多く出しており、自身も筋金入りの熱血少女である。また、真冬を溺愛するシスコンであり、真冬を大事に思うあまりに幼少時に「男の汚さ」を徹底的に教え込み、男性恐怖症に陥れた元凶でもある。真冬限定だが彼女の洗脳能力は異常で、記憶操作や覚醒などはお手の物である。
リリシア曰く、クラスにおける鍵との夫婦漫才から、クラスの皆には半ば公認カップルとして見られているらしい。ただし“相方”の鍵曰く「デレる気配が微塵もない正統派ツンデレ」。
鍵との出会いは1年前の夏。生徒会を目指そうとした鍵が同じ学年で生徒会役員の深夏に、「どうしたらキミみたいになれる」と質問したことがきっかけ。その時の「あたしになろうとしているヤツに、生徒会に入る資格はねえだろ」と冷たい目で言い放たれた言葉に、鍵はショックを受け、自分らしさを磨く日々に突入した。
椎名 真冬（しいな まふゆ）
声 - 堀中優希（第1期）→野水伊織（第2期）
生徒会会計で唯一の1年生でC組所属。深夏の妹。男性が苦手（鍵は平気）な男性恐怖症であり、姉とは正反対の大人しく引っ込み思案な性格。加えて体が弱く体力は全然無い病弱な性質。しかし、生徒会のメンバーには心を許して気持ちを素直に表現出来るようになっており、相手の傷口に塩を塗りこむ言動を発することもあるが、本人に悪気は全く無い。彼女もまた姉と同様に、深夏の事を心の底から愛しているシスコン。
妄想癖があり鍵と善樹のBL妄想、および小説執筆を趣味にしている。更に廃人だという自覚があるほど重度のゲーム好き。動画投稿サイトでは「神」と称されており、異様なほどネット関連でのスキルが高い。本人は気付いていないが、クラスでは「神」として崇拝され外出時にはクラス全員からストーカー行為をされている。姉と違い家ではゲームなどをしているため、勉強はあまりやっていないようだが、それでも上の中には入っている。
無理な運動やアクティブなことは出来ず、普通に過ごす分は良いが無理をすると直ぐに体調を崩す。昔からそのような感じだったため、寝つきが悪い。自身では子供の頃にあまり体を動かせなかったからと推測している。しかし、そんな体に生まれてきた事を免罪符にしていたりもする。
鍵との出会いは1年前の冬。勉強やバイトやエロゲや鍛錬を体調無視で強行し、さらに失踪した星野巡を深夜まで捜索した翌日のバイト後で力尽きて公園で倒れていた鍵を、丁度傍を通りかかった真冬が助けたのがきっかけ。男性を心の底から怖いものと思い込んでいたのに、それでも助けてくれようとした真冬を見て鍵は「こういう女の子をちゃんと守れる男になってやる」と決意した。
真儀瑠 紗鳥（まぎる さとり）
声 - 小菅真美
新任の国語教師。碧陽学園には何らかの目的があって在籍しており、顧問教師の権力をもって生徒会に介入する。攻撃的な美を表したような容姿の持ち主で、普段はタイトな紺色のスーツを着ている。
くりむと同じような唯我独尊タイプの自信家で傍若無人な性格だが案外打たれ弱く、漢言葉を使用する。生徒会メンバーに劣らない個性派で、メンバーの会話に割って入っては場を引っ掻き回すことが多い。本人のスペックは非常に高く、口では知弦ですら敵わないほどである。鍵は一目見た瞬間に一枚上の相手だと推測していたが、今では鍵に「知れば知るほど駄目な人」と言われている。また、生徒会顧問にもかかわらず出番が少ないことを気にしている。
彼女の行う授業は厳しく脱線ばかりするが、普通にやっててついていけない授業は行わない。
もともとは作者の前作『マテリアルゴースト』の登場人物。

### 碧陽学園生徒
藤堂 リリシア（とうどう リリシア）
声 - 能登麻美子
新聞部部長。ハーフで美少女ではあるが鍵ですら美貌は認めながらも彼女にはアピールをしないほど性格に問題があるため、誰からも票を入れてもらえず生徒会選挙に落選した。
校内で起きた事件を翌日には記事にして掲示するほど新聞づくりに入れ込むが、悪趣味なネタで行き過ぎることもしばしば。またネタは新鮮さが命で、噂が広まってからでは意味が無いと考えており、新しい情報を手に入れたら一人でも即座に新聞を作り上げる。情報を収集するためなら手段も選ばず、スキャンダル確保のためには妹に迷子を装わせて生徒会に侵入させ、そして盗聴させたりもする。彼女率いる新聞部の力は折り紙つきで、コンクールでも賞をもらうほどの実力である。
先述の生徒会選挙の逆恨みからか、生徒会の事を題材にして失敗談をかなり面白おかしく特集したため、そのことにむくれた、くりむとは犬猿の仲だが、一方で知弦の事は非常に恐れている。また本人は否定しているものの鍵のことは若干気になっているようであり、この事で妹のエリスにもからかわれている。
風見 めいく（かざみ めいく）
新聞部部員。リリシアから、杉崎と接触してスキャンダル作るように命じられている。本人は容姿が普通であると思っているが、杉崎には「それなりにレベルの高い美少女」と評価されている。碧陽学園の生徒では珍しく表裏がない素で普通の生徒であり、あまりボケが無いため作中では数少ない常識人。自らを「脇役」と評しており、実際新聞部部長という立場から杉崎にとって相棒のような活躍をするなど重要な役回りをしている。
情報収集能力やラノベで得た観察力、推理力が高く頭の回転が速いため集めた情報を的確に判断し素早く打開策を打ち出す、情報は裏が取れるまで口外しないなど新聞部としての矜持と能力は高い。
杉崎に対してナチュラルに好きと言ってもギャグ的に返されずドキッとされ妙に照れられたり、杉崎自身も彼女に対して他の女子へのそれと同じアプローチをかけられない。杉崎と似た感性を持ち前述の通り「なんでもない日常が好き」で、杉崎とはボケひとつ無いフツーのやりとりをお互い意識せずに自然とできる間柄である。
中目黒 善樹（なかめぐろ よしき）
声 - 山本和臣
真冬のBL小説に登場する人物だったが、『日常』に収録の「二年B組の一存」にて実在することが判明した。2年B組にきた転校生で視点主としても描かれる。以来度々登場する。
背が低く童顔で眼鏡をかけており、白髪のショートカットという容姿であるため、女子にも見える中性的な美少年で、奇しくも、真冬作のボーイズラブ小説に登場する鍵の恋愛相手（もちろん男）と同じ苗字であることから、鍵は善樹に好感を持たれることを警戒している。
宇宙 巡（うちゅう めぐる）
声 - 新谷良子
鍵と深夏の同級生で「星野 巡（ほしの めぐる）」という芸名で活躍中の一応清純派アイドル。「常識がない上に歌唱力皆無、しかも大根役者」だが、美少女なので売れているらしい。性格の悪さ故に生徒会選挙で1票も入らなかったことに苛立ち、自分の可愛さを認めさせてやると芸能界デビューして猫を被りまくって、ここまでのし上がった。
マイペースで傍若無人な面がある一方、明るくお祭り好きでもあるため、クラスや芸能界のなかでは彼女に好感を抱く者も少なくない。また、道義的に曲がったことやファンを大事にしない芸能関係者・アイドル仲間は大嫌いで、それゆえ何度も現実の場で周囲との軋轢を生じている。弟や善樹を下僕呼ばわりするなど傲岸不遜ではあるが、実際は大切な肉親・友人だと思っており、姉貴分気質な一面もある。
鍵とは1年生の時からクラスメイトで元々彼とはいがみ合う仲だったが、去年の冬に一時行方をくらませた際、鍵が三日三晩、徹夜で冬の極寒の中で自分を探していたことを知人から聞き、家族以外に初めて触れた無償の愛に心打たれて彼に想いを寄せるようになる。
宇宙 守（うちゅう まもる）
声 - 佐藤雄大
巡の弟で鍵と深夏の同級生。かなりのイケメンで、長身かつワイルドで爽やかな青年である。クラスメイトからは巡とセットで、「スペース姉弟」と呼ばれている。しかし本人達は自分達の苗字を気に入っておらず、苗字を知られることを避けている。
透視やテレパシーなど複数の超感覚系能力を持つ超能力者だが、その能力は効果や範囲が小さい。能力ゆえに過去に重度の中二病を患っていた。
深夏のことが好きで事あるごとにアピールしているが、当の深夏には全く伝わっていない。深夏への思いゆえに鍵をライバル視して深夏の前でこき下ろしたりしている。姉のジャイアンな性格を恐れてはいるが、そのバイタリティだけは誇りに思っている。
水無瀬 流南（みなせ るな）
声 - 桑島法子
鍵と同級生の女子生徒。成績は学年トップの秀才であり、「優良枠」を目指していた鍵にとって最大のライバル。また、鍵がギャルゲーを買うゲームショップでアルバイトをしている。知弦とは異なる「ドS」精神の持ち主であり、鍵に対しては丁寧口調で容赦ない言葉で畳み掛ける。
当初は勉強に全力を注ぐ鍵の姿勢を嫌悪感を示し全否定していたが、勉強以外にも全力で取組んでいる姿勢に僅かではあるが心を動かされていく。
秋峰 葉露（あきみね はろ）
真冬のクラスメート。常にクールで無表情なやれやれ系。従姉の凜々に惚れているがその想いを口に出せず、日々悶々と過ごしている。公言はしていないがギャルゲー好きで、女性に対して素直に好意を示す鍵を尊敬し敬愛している。寝る前などに亡くなった実姉に対する独白をする、言いわけするあまり変な言動を取るなど変わった一面もあるが本人は自分を常識人だと思っている。
国立 凜々（くにたち りり）
真冬の同級生で1年C組の委員長。葉露の従姉。葉露の姉・那奈が亡くなったのを自分の責任だと思い込み、那奈の代わりに姉として葉露を溺愛している。真面目な性格だがその真面目さが変な方向に向いてしまっており、無意識のうちにおかしな言動、行動を取ってしまう。
好きな男子のタイプは善樹と言っているが、葉露が千歳と一緒にいたと知ると不機嫌になる。
巽 千歳（たつみ ちとせ）
真冬の同級生。通称「チート」。あらゆるステータスがMAXで、知らないことはない猫耳でロリ巨乳。語尾に「にゃ」とつける。あざといキャラを作っているが、そのことはクラス全員に知られており、素の自分を出したことがない。キャラが濃すぎるため、校内での人気は生徒会役員には及ばないが、熱狂的なファンが大勢いる。
相当頭がキレるため、葉露が凜々と善樹のデートを尾行する際に万が一のことも考えて誘っている。
薄野 虎太郎（すすきの こたろう）
真冬の同級生。彼を初めとする1年C組の生徒は熱狂的な真冬のファンであり、常に盗聴器を持ち歩いている。鍵はクラス共通の敵。
千歳や凜々達に下ネタでからかわれたり、それを事実認定されて落ち込んでいる。
相当なイケメンらしいが、普段から真冬への性欲を出しすぎて彼女ができない様子。

### 過去の碧陽学園生徒会役員
姫椿 りりん（ひめつばき りりん）
前年度の生徒会会長。鍵曰く「とても有能で真面目な人」。生徒会主導イベントを淡々とそつなくこなしていた。彼女が会長の頃の校風は今よりもピリッとしていたらしい。
桃月 小夜子（ももづき さよこ）
前年度の生徒会書記。胸にチョコレートを挟んであげたら男性は喜ぶというバレンタインデーの豆知識を持っている。
雨宮 令一（あまみや れいいち）
11年前（人気投票での生徒会役員選抜以前）の生徒会会長。生徒会選挙の制度を一新した。下衆だが外道ではないらしく、汚い事は出来ても道を外れたことまでは出来ない。根っからの悪人ではなく、今は《企業》のスタッフとして母校を見守っている。また雪海と春秋とも友人として関係が続いている。
希咲 雪海（きさき ゆきみ）
10年前（人気投票での生徒会役員選抜最初）の生徒会会長。11年前は副会長だった。人気投票で9割の票を獲得した美少女。成績も優秀である。人を睨みつけるようでありながらやる気と活力が無く、死んでいるような瞳を持つ。
11年前の生徒会選挙に春秋に他薦され参加する。そして春秋の言葉の力と、雨宮の汚い力のおこぼれの、二つが歪に合わさり当選した。有能な人材で、雨宮が彼女を当選させた理由は腐るほどあると自身では語っている。
かなりの鈍感で、バレンタインデーで自分にチョコをくれた女の子達を物好きだと感じており、ホワイトデーでお返しをするが彼女達が泣いているのを演技だと思っていた。その時に笑顔で手作りのお菓子を配っていたことから隠れていた人気が爆発した。また、春秋が自身に寄せる好意に全く気付いていなかった。その上、自分が人気投票の9割を獲得したことに疑問を抱いていたほどである。
植野 春秋（うえの はるあき）
10年前（優良枠制度適用後最初の優良枠で）の生徒会副会長。雪海の事を一方的に親友と呼び、彼女に好意を寄せている。容姿端麗かつ文武両道で、人望も厚く熱血気質で実力の伴ったお人好し。多趣味で豪快だが冷静さも持ち合わせている。しかし、身内が傷ついた時には冷静さを欠くといった一面もある。

### 《企業》関係者
碧陽学園の生徒達には世界的な流行を発生させる特性があり、《企業》のスタッフ達はそれを「神の視聴率調査区域」「FFS」などと呼んでいる。《企業》はその事に目を付け、商業的な利益を得ており、スタッフと呼ばれる教育員にまぎれた人員達もいる。しかしこのシステムには生徒が「何も知らない一般人」だからこそ成り立っているという弱点がある。《企業》では情報の漏洩が最大の禁忌とされており、内情を知りつつも「もう使えない」人間が発生した場合、「楽園」と呼ばれる僻地に飛ばされる。「楽園」では一応人としての最低限の生活は保障され、生活も何もかもが満たされるが事実上の軟禁である。
真儀瑠 紗鳥（まぎる さとり）
声 - 小菅真美
碧陽学園生徒会の項を参照。《企業》と碧陽学園を結ぶパイプ役となった。
理事長（りじちょう）
スタッフをまとめる立場にあり、《企業》に関してのシステムの責任を負う権力者。枯野や真儀瑠の上司。『五彩』にて枯野が暴走した際は「楽園」行きを言い渡した。
枯野 恭一郎（かれの きょういちろう）
東大を首席で卒業したエリート。東北出身。碧陽学園で《企業》が利益を得るシステムの件を任されていたほどの地位を持つ幹部。
朽木 冴子（くちき さえこ）
《企業》の中でも変わり者が多いとされている調査部に所属。百合でドMで極度の美少女好き。生徒会のメンバーを監視しており、自分の趣味性癖を報告書に記載して提出していた。
エドワード・スミス
タイタニックを沈めた船長と同姓同名のヘリコプター操縦者。礼儀正しく落ち着いた口調で話すが、ヘリコプターの操縦を始めると態度が一変する。
枯野 向日葵（かれの ひまわり）
枯野恭一郎の妹。ブラコン。《企業》にはコネで入る。校舎裏のプレハブ小屋で働く。仕事は主に生徒会の尻拭いや、杉崎と巡のスキャンダルを揉み消したりと碧陽学園周りのトラブル対処。
渇海 令（かつみ れい）
向日葵と同じく校舎裏のプレハブ小屋で働く。仕事は主に向日葵への報告。

### 生徒会役員の関係者
杉崎 林檎（すぎさき りんご）
声 - 米澤円
鍵の義理の妹で、彼自身が語る二股の相手だった一人。小柄で華奢、スタイルは決して抜群ではないものの、妙に「女の子らしさ」を身に纏っている。ある種、深夏とは正反対のタイプである。鍵の一つ年下の義妹で、鍵が小学4年生の時に妹になった。相当なブラコンであり、鍵に抱く感情は兄に対するものを超えている。
人見知りが激しく、甘えたがりで特に鍵に見せる笑顔はとても愛らしく、同性でも「守ってあげたい」と思わせるほど。真冬から「キャラが被っている」と言われている。
年齢にしては精神的に幼く純粋なため、言われたことをそのまま鵜呑みにしてしまう。それゆえ飛鳥の間違いだらけの知識を信じ込み、語彙が大変おかしな方向にねじ曲がってしまっている。
松原 飛鳥（まつばら あすか）
声 - 小清水亜美
鍵の幼馴染であり元彼女、そして彼自身が語る二股の相手だった一人。大人っぽい容姿を持ち、中学時代から発育は良い。杉崎家の隣家に住んでいて、鍵とは同い年の幼馴染ということもあり、鍵のことを一番理解している人物。鍵の部屋に40個近くの盗聴器を仕掛けていたこともある。
あまのじゃくな性格をしていて、自分の好きなように行動したあとは自分なりのけじめをつけないと終われない。知弦とは別ベクトルの嗜虐嗜好がうかがえ、林檎に間違った知識を吹き込んでは鍵を困らせ、時折殺意すら抱かせていた。しかし本来仲は良いようで、彼女が杉崎家に兄妹の食事を作りに来ることが何度かあったよう。手先が元々器用で、料理を含め家事はエキスパートの域。
自身を「他人を傷つけても自分が幸せになりたいと考える利己的な人間」と皮肉るが、実際には鍵のことを誰よりも心配している。
宮代 奏（みやしろ かなで）
声 - 戸松遥
知弦の中学時代の同級生。知弦を「アカちゃん」と呼んでいた人物。幼少期に両親から受けた虐待が愛情であると思っていたため、知弦への愛情から彼女に酷いいじめを行っていた。実際は薄々これが愛情とは別のものだと感じてはいたが、そう理解してしまえば両親の愛情を全否定することになるため、信じようとしなかった。知弦が彼女を欺いたことで別々の高校に進学してしまい、その後会うことはなかったが、高校で自身が恋をしたことにより本当の愛情がどうあるべきなのか気付く。
椎名 香澄（しいな かすみ）
深夏と真冬の母親で、見た目の年齢は20代後半。鍵が認めるほどの容姿の持ち主だが、言葉のチョイスが若干古く実際の年齢が読めない。
栗花落 杏子（つゆり あんず）
くりむの人生で初めての親友。物腰が落ち着いており、友達からは「頭『良さそう』」と言われるが実際には勉強はあまり得意ではないらしい。また、年寄りくさい趣味ばかり持つせいか、「堅物」や「年寄り」とまで言われることもある。
退院したら「外を走り回りたい」という夢を持っていたためか、現在は「安全運転紅蓮隊」という暴走族の頭領になっている。昔は黒髪だったが、赤髪に染めてピアスも空けている。しかし根は昔と変わらず真面目なままのため、暴走族とはいえキッチリ法定内速度を守るという、中途半端なぐれ方をしている。

### その他の登場人物
藤堂 エリス（とうどう エリス）
声 - 清水愛
リリシアの幼い妹。容姿は姉をそのまま小さくしただけというほど酷似しているが、性格はとても人懐っこい。しかし一方で姉の教育が原因でゴシップ好きと化しており、鍵から将来を心配されるほど年齢的に嗜好の方向性が歪んでいる。また、年齢の割に聡い。
鍵のことが好きで「にーさま」と呼び慕うことが原因により、くりむを始めとする他の役員達が不機嫌になることもある。
秋峰 那奈（あきみね なな）
3年前に病死した葉露の実姉。葉露が思考の中で那奈に話しかけるという形で初登場。亡くなってなお弟を見守っているとも取れる描写があり、葉露が死にかけると目を覚ますようにアドバイスしたり、葉露が凜々に対して告白を失敗するとからかいに来る。
祐天寺 つばき（ゆうてんじ つばき）
海陰高校の生徒。中目黒に対して好意に近い感情を抱いていたが、後に彼の転校により一人海陰高校に取り残されることになる。
多波 かおり（たなみ かおり）
大人びたグラビアアイドルで、巡とカメラの前では猫を被って「仲が良い」と巡と共に言い切っているが、実際の仲は険悪であり、お互い相手のことを嫌っている。後に杉崎たち三人組と合コンするが、彼らに対して散々な悪態をついたことから巡の怒りを買い電話越しに怒鳴り付けられた。
東雲 椎菜（しののめ しいな）
真莉菜の姉。高校1年生。超能力者のような描写が度々ある。また、「生徒会の図鑑」では、「超能力、それも守とも異なる、物理的な能力を扱える。」とも書かれている。また、高校一年生だが、大人びているため、よく年齢を間違われる。
東雲 真莉菜（しののめ まりな）
椎菜の妹。年に似合わない発言をする。
ジェノサイド・ウルフ
碧陽学園の校務員。通称「ジェノさん」。体は強化外骨格に包まれ、歩くたびに機械音が鳴り響く。杉崎との絡みでは酷いボケをかました。
SONORA（ソノラ）
子供っぽいファッションを好む、大きな瞳を持つハーフ。一人称は「ソノラ」で、間延びした口調で喋る。
碧陽学園のような学園全体が仲の良い学校を暑苦しく感じて思っており、苦手としている。また、田舎くさい所も嫌がっており、学園を馬鹿にしている。

### 新・生徒会
以下のメンバーと2名の生徒会副会長（人気投票3位の杉崎鍵、優良枠の水無瀬流南）で構成される。人気投票4位の杉崎林檎、5位の白木里枝は生徒会入りを辞退した。生徒会顧問は、真儀瑠紗鳥が留任。「周年」ではその1年後も描かれたが、日守と火神は落選してしまった。
西園寺 つくし（さいおんじ つくし）
生徒会長。碧陽学園2年生。転校生。立会演説会で「笑いの神様」が降りてきた結果、ダントツで人気投票1位となった。生真面目な性格だが、「笑いの神様」に好かれ不幸な目にあっており、生徒会長として自信を無くしていたが杉崎に説得され、会長職を引き受けた。
会議では、持ち前の生真面目さからまともに会議をしようとするが、癖の強い生徒会役員たちに翻弄されてうまくできないなど、あまり会長としての威厳がない。
日守 東子（ひのもり とうこ）
生徒会書記。碧陽学園2年生でA組所属。去年一年間学校を休みがちだった上に、登校してきても大きなマスクで顔を隠し、ほとんど誰とも喋らなかったが、たった半日、マスクを外しただけで人気投票2位になった。
学校では友達がおらず、引きこもりでネットやゲーム、ラノベ、BLを趣味としているなど真冬にそっくりである。
祖母譲りの銀髪と誰をも魅了する容姿をしているが、それが原因で昔周りの大切な人に迷惑をかけたため、普段は黒いカツラにマスクをつけて素顔をかくし、クラスでは誰とも関わらないようにしている。杉崎とデートして、前生徒会に憧れていたこと、「なにを犠牲にしても俺が守ってやるから、お前は気にするな」と言われ生徒会に参加。庇護欲そそるタイプが好きで、大層西園寺を気に入っている。
火神 北斗（かがみ ほくと）
生徒会会計。碧陽学園新入生。人気投票6位。明るく、誰とでも仲良くなれる性格で、始めから杉崎に懐いており、「他のメンバーが揃ったら生徒会にでる」と他メンバーより協力的だったが、それは演技でさりげなく杉崎が役員を説得するのを邪魔をしていた。
父親には愛人がたくさんおり、母親はその一人であったことから、父親と父親と同じ「ハーレム思想」を持つ人間を嫌悪している。そんな時、飛鳥が隣に引っ越してきて仲良くなり唯一無二の親友になる。たびたび飛鳥から杉崎の話を聞き、飛鳥を母親と同じにさせないため碧陽に入学し杉崎のハーレムを邪魔するのを決意した。
人懐こい性格で誰とも仲良くなれる一方、人の心の機微に敏感で立ち回りがうまく、自分へのダメージはまったく考えず行動する。また、杉崎の被害者の減らそうとしたり、悩んでいた5位の白木を助けたりと優しい一面もある。

## 漫画

### 生徒会の一存
10moによるコミカライズ。富士見書房刊の『ドラゴンエイジPure』Vol.12より連載されていたが同誌がVol.15で休刊したことに伴い『月刊ドラゴンエイジ』に移籍、2009年3月号より連載を再開し、2013年1月号（2012年12月9日発売）まで連載された。ほぼ原作に忠実だが多少アレンジされている。また、話の順番は一部原作と異なる。

### 生徒会の一存 にゃ☆
水島空彦によるコミカライズ。角川書店刊の『コンプティーク』2009年6月号から2010年1月号まで連載された。原作のスピンオフという位置付けになっており、1話から中目黒が登場する。

### 生徒会の一存 ぷち
砌煉炭によるコミカライズ（4コマ漫画）。角川書店刊の『月刊コンプエース』2009年11月号、および『コンプティーク』2010年2月号より連載されていた。『コンプエース』2010年11月号からは「生徒会の一存 ぷち だっしゅ」と改題されている。

### 生徒会の日常
アシオによるコミカライズ。富士見書房刊の『月刊ドラゴンエイジ』2011年7月号から2011年9月号まで連載、エイジプレミアムにおいてはVol.1、Vol.2に掲載されたのちVol.9からVol.12まで連載された。宇宙巡がメインの原作番外編をもとにしたストーリーとなっている。

### 生徒会の一存 乙
水島空彦によるコミカライズ。角川書店刊の『コンプティーク』2011年10月号より2013年3月号まで連載された。原作の外伝より1年C組の話を中心に選り抜いて作者の解釈を交え最後まで漫画化している。

### 新生徒会の一存
すえみつぢっかによるコミカライズ。富士見書房（後に富士見書房BC編集／KADOKAWA刊）刊の『月刊ドラゴンエイジ』2013年2月号より2014年3月号まで連載された。原作「新生徒会の一存」の上下巻を漫画化したものである。展開の都合上原作より出番がカットされたキャラクターもいるがおおむね原作に沿い描いている。

## 既刊一覧

### 小説

#### 本編 (議事録シリーズ)
2011年6月18日の「生徒会の木陰」発売に合わせて、以後絵はそのままに表紙デザインが一新された。ただし番外編はその後も従来のデザインを踏襲してるほか、「生徒会の十代」はリバーシブルカバーになっている。2011年8月8日には第1巻『生徒会の一存』の角川つばさ文庫版が発刊された。児童向けの文庫という性質に合わせ、一部文章が若干マイルドな表現に改訂されたほか、巻末には作者の書き下ろし後書きあり。
- 葵せきな（著）・狗神煌（イラスト）、富士見書房〈富士見ファンタジア文庫〉、全10巻
  1. 『生徒会の一存 碧陽学園生徒会議事録1』2008年1月25日初版発行（1月19日発売[44]）、ISBN 978-4-8291-3252-4
    - 角川つばさ文庫版（2011年8月8日発売[45]）、ISBN 978-4-04-631177-1

  2. 『生徒会の二心 碧陽学園生徒会議事録2』2008年4月25日初版発行（4月19日発売[46]）、ISBN 978-4-8291-3278-4
  3. 『生徒会の三振 碧陽学園生徒会議事録3』2008年7月25日初版発行（7月19日発売[47]）、ISBN 978-4-8291-3313-2
  4. 『生徒会の四散 碧陽学園生徒会議事録4』2009年1月25日初版発行（1月20日発売[48]）、ISBN 978-4-8291-3366-8
  5. 『生徒会の五彩 碧陽学園生徒会議事録5』2009年4月25日初版発行（4月18日発売[49]）、ISBN 978-4-8291-3390-3
  6. 『生徒会の六花 碧陽学園生徒会議事録6』2009年7月25日初版発行（7月18日発売[50]）、ISBN 978-4-8291-3417-7
  7. 『生徒会の七光 碧陽学園生徒会議事録7』2009年12月25日初版発行（12月19日発売[51]）、ISBN 978-4-8291-3468-9
  8. 『生徒会の八方 碧陽学園生徒会議事録8』2010年6月25日初版発行（6月19日発売[52]）、ISBN 978-4-8291-3529-7
  9. 『生徒会の九重 碧陽学園生徒会議事録9』2010年10月25日初版発行（10月20日発売[53]）、ISBN 978-4-8291-3572-3
  10. 『生徒会の十代 碧陽学園生徒会議事録10』2012年1月25日初版発行（1月20日発売[54]）、ISBN 978-4-8291-3719-2

#### 番外編 (黙示録シリーズ)
- 葵せきな（著）・狗神煌（イラスト）、富士見書房→KADOKAWA〈富士見ファンタジア文庫〉、全9巻
  1. 『生徒会の日常 碧陽学園生徒会黙示録1』2008年9月25日初版発行（9月20日発売[55]）、ISBN 978-4-8291-3328-6
  2. 『生徒会の月末 碧陽学園生徒会黙示録2』2009年9月25日初版発行（9月19日発売[56]）、ISBN 978-4-8291-3440-5
  3. 『生徒会の火種 碧陽学園生徒会黙示録3』2010年3月25日初版発行（3月20日発売[57]）、ISBN 978-4-8291-3498-6
  4. 『生徒会の水際 碧陽学園生徒会黙示録4』2011年2月25日初版発行（2月19日発売[58]）、ISBN 978-4-8291-3611-9
  5. 『生徒会の木陰 碧陽学園生徒会黙示録5』2011年6月25日初版発行（6月18日発売[59]）、ISBN 978-4-8291-3647-8
  6. 『生徒会の金蘭 碧陽学園生徒会黙示録6』2011年10月25日初版発行（10月20日発売[60]）、ISBN 978-4-8291-3689-8
  7. 『生徒会の土産 碧陽学園生徒会黙示録7』2012年7月25日初版発行（7月20日発売[61]）、ISBN 978-4-8291-3778-9
  8. 『生徒会の祝日 碧陽学園生徒会黙示録8』2013年7月25日初版発行（7月20日発売[62]）、ISBN 978-4-8291-3910-3
    - Blu-ray付き限定版（2013年7月6日発売[63]）、ISBN 978-4-8291-9769-1

  9. 『生徒会の周年 碧陽学園生徒会黙示録9』2018年7月25日初版発行（7月20日発売[64]）、ISBN 978-4-04-072762-2

#### 外伝・後日談 (新生徒会の一存)
- 葵せきな（著）・狗神煌（イラスト）、富士見書房〈富士見ファンタジア文庫〉、全2巻
  1. 『新生徒会の一存 碧陽学園新生徒会議事録 上』2012年11月25日初版発行（11月20日発売[65]）、ISBN 978-4-8291-3818-2
  2. 『新生徒会の一存 碧陽学園新生徒会議事録 下』2013年3月25日初版発行（3月19日発売[66]）、ISBN 978-4-8291-3866-3

### 漫画
特記のない限り原作者は葵せきな、キャラクター原案は狗神煌。
- 10mo（作画） 『生徒会の一存』  富士見書房〈角川コミックス・ドラゴンJr.→ドラゴンコミックスエイジ〉、全8巻。
  1. 2009年5月9日初版発行（5月7日発売[67]）、ISBN 978-4-04-712604-6
  2. 2009年10月9日初版発行（10月7日発売[68]）、ISBN 978-4-04-712631-2
  3. 2010年4月9日初版発行（4月8日発売[69]）、ISBN 978-4-04-712661-9
  4. 2010年12月9日初版発行（12月7日発売[70]）、ISBN 978-4-04-712698-5
  5. 2011年6月20日初版発行（6月17日発売[71]）、ISBN 978-4-04-712729-6
  6. 2012年1月7日初版発行（同日発売[72]）、ISBN 978-4-04-712770-8
  7. 2012年7月20日初版発行（7月18日発売[73]）、ISBN 978-4-04-712811-8
  8. 2013年1月9日初版発行（1月7日発売[74]）、ISBN 978-4-04-712849-1
- 水島空彦（作画） 『生徒会の一存 にゃ☆』 角川書店〈角川コミックス・エース〉、2010年1月26日初版発行（1月22日発売[75]）、ISBN 978-4-04-715372-1
- 砌煉炭（作画）・狗神煌（キャラクターデザイン）、角川書店〈角川コミックス・エース〉、全2巻。
  1. 『生徒会の一存 ぷち』2010年8月26日初版発行（8月21日発売[76]）、ISBN 978-4-04-715511-4
  2. 『生徒会の一存 ぷち だっしゅ』2011年7月22日初版発行（7月21日発売[77]）、ISBN 978-4-04-715742-2
- アシオ（作画） 『生徒会の日常』 角川書店〈角川コミックス・エース〉、2012年7月20日発行（7月18日発売[78]）、ISBN 978-4-04-712809-5
- 水島空彦（作画） 『生徒会の一存 乙』 角川書店〈角川コミックス・エース〉、全3巻。
  1. 2012年2月9日初版発行（2月8日発売[79]）、ISBN 978-4-04-120137-4
  2. 2012年12月10日初版発行（12月6日発売[80]）、ISBN 978-4-04-120535-8
  3. 2013年2月26日初版発行（2月22日発売[81]）、ISBN 978-4-04-120594-5
- すえみつぢっか（作画） 『新生徒会の一存』 富士見書房→KADOKAWA〈ドラゴンコミックスエイジ〉、全3巻。
  1. 2013年7月9日初版発行（同日発売[82]）、ISBN 978-4-04-712881-1
  2. 2014年1月9日初版発行（同日発売[83]）、ISBN 978-4-04-712994-8
  3. 2014年5月9日初版発行（同日発売[84]）、ISBN 978-4-04-070105-9

### 関連書籍
- 『体育する生徒会』2010年5月26日発売[85]、ISBN 978-4-04-900795-4
  - 完全受注生産限定として発売された。桜野くりむ・紅葉知弦・椎名深夏・椎名真冬のフィギュアや特別小冊子が付録になっていた。
- 『生徒会の一存で古文単語が面白いほど身につく本』 中経出版、2012年1月17日発売[86]、ISBN 978-4-8061-4282-9
  - 河合塾の講師である太田善之の監修のもと、キャラクター達と一緒に古文を学ぶ内容になっている。
- 『生徒会の図鑑 碧陽学園生徒会活動記録』2012年5月25日初版発行（5月19日発売[87]）、ISBN 978-4-8291-3758-1
- 『生徒会の一存 狗神煌画集』2013年1月31日発売[88]、ISBN 978-4-8291-7713-6
  - 原作イラスト担当の狗神煌の生徒会の一存シリーズに関して描いたものを収録した画集。新生徒会の一存については収録されていない。原作者葵せきなによる小説『ありし日の生徒会』が収録されている。

## アニメ
第1期
2009年1月にテレビアニメ化が発表され、同年10月から12月までUHFアニメの形態で放送された。前述の様に北海道を舞台としたため、北海道関係企業が「協力」としてクレジットされた。2012年には札幌市営地下鉄の各駅の改札口に広告を展開している。全話収録のBlu-ray BOXが2012年9月28日に発売された。
第2期
2011年3月19日に富士見書房HPとドラゴンマガジン5月号にて再びアニメ化することを発表された。『生徒会の一存 Lv.2』（せいとかいのいちぞん レベルに）のタイトルで、2012年10月よりニコニコ生放送にて先行配信され、2013年1月よりテレ玉・サンテレビ・TOKYO MXほかにて放送された。
再アニメ化に伴ってスタッフ全般、並びに制作会社が一新され、真冬・知弦のキャスティングが変更となり、野水伊織と美名が新たに起用。変更されたキャスト、第1期よりキャストが追加された他は第1期よりキャストは継続されている。
2013年7月5日に発売『生徒会の祝日碧陽学園生徒会黙示録8』のオリジナルアニメBD付き限定版に完全新作のOVAが収録した。

### スタッフ
|                               | 第1期                                           | 第2期              |
| ----------------------------- | ----------------------------------------------- | ------------------ |
| 原作                          | 葵せきな、狗神煌                                | 葵せきな、狗神煌   |
| 監督・ 絵コンテ（第2期）      | 佐藤卓哉                                        | 今泉賢一           |
| シリーズ構成                  | 花田十輝                                        | 吉田玲子           |
| 脚本                          | 花田十輝                                        | #各話リスト参照    |
| キャラクターデザイン          | 堀井久美                                        | 小野田将人         |
| プロップデザイン              | N/A                                             | 宮脇謙史           |
| 色彩設計                      | 松本真司                                        | 日比智恵子         |
| 美術監督                      | 東潤一、中村恵理                                | 岩瀬栄治           |
| 美術設定                      | N/A                                             | 森川裕史           |
| セットデザイン                | 青木智由紀                                      | N/A                |
| CGIディレクター               | 佐野秀典                                        | N/A                |
| 撮影監督                      | 川口正幸                                        | 今泉秀樹           |
| 編集                          | 松村正宏                                        | 宇都宮正記         |
| 音響監督                      | 岩浪美和                                        | 吉田知弘           |
| 音楽                          | かみむら周平                                    | 安齋孝秋           |
| 音楽制作                      | AMG MUSIC                                       | AMG MUSIC          |
| プロデューサー                | 今本尚志                                        | 今本尚志           |
| プロデューサー                | 鈴木智子、武智恒雄、原田由佳 岡本敦行、大村恵一 | 渡辺欽哉           |
| アニメーション プロデューサー | 飯嶋浩次                                        | 田村司             |
| アニメーション制作            | Studio DEEN                                     | AIC                |
| 製作                          | 碧陽学園生徒会                                  | 新・碧陽学園生徒会 |

### 主題歌
第1期
オープニングテーマ「Treasure」
作詞・作曲・編曲 - 橋本由香利
歌 - 碧陽学園生徒会（桜野くりむ（本多真梨子）、紅葉知弦（斉藤佑圭）、椎名深夏（富樫美鈴）、椎名真冬（堀中優希））
エンディングテーマ
いずれも同一の原曲の、歌詞とアレンジを変えたものである。
| 話数 | 曲名                                      | 作詞                 | 作曲     | 編曲             | 歌手 |
| ---- | ----------------------------------------- | -------------------- | -------- | ---------------- | --- |
| 1    | 妄想☆ふぇてぃっしゅ!                      | 綾菓と愉快な仲間たち | 安斎孝秋 | 安斎孝秋         | 碧陽学園生徒会（桜野くりむ（本多真梨子）、紅葉知弦（斉藤佑圭） 椎名深夏（富樫美鈴）、椎名真冬（堀中優希）） |
| 2    | 上上下下左右左右BA                        | RUCCA                | 安斎孝秋 | クジライヨシユキ | 碧陽学園生徒会（桜野くりむ（本多真梨子）、紅葉知弦（斉藤佑圭） 椎名深夏（富樫美鈴）、椎名真冬（堀中優希）） |
| 3    | 妄想☆ふぇてぃっしゅ! 〜椎名姉妹ver.〜     | 綾菓と愉快な仲間たち | 安斎孝秋 | 安斎孝秋         | 碧陽学園生徒会 副会長と会計（椎名深夏（富樫美鈴）、椎名真冬（堀中優希））                                   |
| 4    | 妄想☆ふぇてぃっしゅ! 〜2ばん〜            | 綾菓と愉快な仲間たち | 安斎孝秋 | 安斎孝秋         | 碧陽学園生徒会（桜野くりむ（本多真梨子）、紅葉知弦（斉藤佑圭） 椎名深夏（富樫美鈴）、椎名真冬（堀中優希）） |
| 5    | 上上下下左右左右BA 〜がんばれくりむver.〜 | RUCCA                | 安斎孝秋 | 安斎孝秋         | 碧陽学園生徒会 会長と書記（桜野くりむ（本多真梨子）、紅葉知弦（斉藤佑圭））                                 |
| 6    | 上上下下左右左右BA 〜2ばん〜              | RUCCA                | 安斎孝秋 | クジライヨシユキ | 碧陽学園生徒会（桜野くりむ（本多真梨子）、紅葉知弦（斉藤佑圭） 椎名深夏（富樫美鈴）、椎名真冬（堀中優希）） |
| 7    | 妄想☆ふぇてぃっしゅ! 〜さすが!!知弦ver.〜 | 綾菓と愉快な仲間たち | 安斎孝秋 | 朝井泰生         | 碧陽学園生徒会（桜野くりむ（本多真梨子）、紅葉知弦（斉藤佑圭） 椎名深夏（富樫美鈴）、椎名真冬（堀中優希）） |
| 8    | 上上下下左右左右BA 〜椎名姉妹ver.〜       | RUCCA                | 安斎孝秋 | クジライヨシユキ | 碧陽学園生徒会 副会長と会計（椎名深夏（富樫美鈴）、椎名真冬（堀中優希））                                   |
| 9    | ゆるぱ☆わンダフル                         | chacha               | 安斎孝秋 | 朝井泰生         | 碧陽学園生徒会（桜野くりむ（本多真梨子）、紅葉知弦（斉藤佑圭） 椎名深夏（富樫美鈴）、椎名真冬（堀中優希）） |
| 10   | ゆるぱ☆わンダフル 〜くりむ&知弦ver.〜     | chacha               | 安斎孝秋 | 朝井泰生         | 碧陽学園生徒会 会長と書記（桜野くりむ（本多真梨子）、紅葉知弦（斉藤佑圭））                                 |
| 11   | ぜったいかいちょーせんげん?               | 桜野くりむ           | 安斎孝秋 | 安斎孝秋         | 桜野くりむ（本多真梨子）                                                                                    |
| 12   | ゆるぱ☆わンダフル 〜2ばん〜               | chacha               | 安斎孝秋 | 朝井泰生         | 碧陽学園生徒会（桜野くりむ（本多真梨子）、紅葉知弦（斉藤佑圭） 椎名深夏（富樫美鈴）、椎名真冬（堀中優希）） |

第2期
オープニングテーマ「Precious」
作詞・作曲 - 松井喬樹 / 編曲 - Integral Clover / 歌 - 碧陽学園生徒会 Lv.2（本多真梨子、美名、富樫美鈴、野水伊織）
第0話ではエンディングテーマとして使用。第0話・第6話はオープニングなし。
第1話エンディングテーマ「Fo (u) r Seasons」
作詞 - RUCCA / 作曲・編曲 - 牧野信博 / 歌 - 碧陽学園生徒会 Lv.2（本多真梨子、美名、富樫美鈴、野水伊織）
第2話エンディングテーマ「羊が一匹、二匹数えて寝ましょう」
作詞・作曲・編曲 - 八木雄一 / 歌 - 碧陽学園生徒会 Lv.2（本多真梨子、美名、富樫美鈴、野水伊織）
第3話エンディングテーマ「KIZUNA」
作詞 - コツキミヤ / 作曲・編曲 - 流歌 / 歌 - 碧陽学園生徒会 Lv.2（本多真梨子、美名、富樫美鈴、野水伊織）
第4話エンディングテーマ「超絶☆こけてぃっしゅ!」
作詞 - RUCCA / 作曲・編曲 - 安齋孝秋 / 歌 - 碧陽学園生徒会 Lv.2（本多真梨子、美名、富樫美鈴、野水伊織）
第5話エンディングテーマ「Pure Pure Canvas」
作詞 - コツキミヤ / 作曲・編曲 - 流歌 / 歌 - 桜野くりむ（本多真梨子）
第6話エンディングテーマ「☆ぱ・ぴ・ぷ・ぺ・ぽりしー☆」
作詞 - コツキミヤ / 作曲・編曲 - 流歌 / 歌 - 杉崎林檎（米澤円）
第7話エンディングテーマ「空想☆シルブプレ」
作詞 - RUCCA / 作曲 - 算ヒロユキ / 編曲 - Integral Clover / 歌 - 藤堂リリシア（能登麻美子）
第8話エンディングテーマ「青い星に生まれて」
作詞・作曲・編曲 - 八木雄一 / 歌 - 松原飛鳥（小清水亜美）
第9話エンディングテーマ「BLUE SKY」
作詞 - コツミキヤ / 作曲・編曲 - 流歌 / 歌 - 碧陽学園生徒会 Lv.2（本多真梨子、美名、富樫美鈴、野水伊織）
OVAエンディングテーマ「SUKI!? 〜どんな味?〜」
作詞・作曲・編曲 - 八木雄一 / 歌 - 桜野くりむ（本多真梨子）、紅葉知弦（美名）、椎名深夏（富樫美鈴）、椎名真冬（野水伊織）

### 評価
第32回アニメグランプリではグランプリ作品部門で18位、男性キャラクター部門で杉崎鍵が8位をそれぞれ獲得している。

### 各話リスト
| 話数  | サブタイトル       | 脚本       | 絵コンテ          | 演出                | 作画監督                                                            | 総作画監督          | 初放送日       |       |       |       |       |       |       |       |       |       |       |       |       |       |       |       |       |       |
| 第1期 | 第1期              | 第1期      | 第1期             | 第1期               | 第1期                                                               | 第1期               | 第1期          | 第1期 | 第1期 | 第1期 | 第1期 | 第1期 | 第1期 | 第1期 | 第1期 | 第1期 | 第1期 | 第1期 | 第1期 | 第1期 | 第1期 | 第1期 | 第1期 | 第1期 |
| ----- | ------------------ | ---------- | ----------------- | ------------------- | ------------------------------------------------------------------- | ------------------- | -------------- | ----- | ----- | ----- | ----- | ----- | ----- | ----- | ----- | ----- | ----- | ----- | ----- | ----- | ----- | ----- | ----- | ----- |
| 1     | 駄弁る生徒会       | 花田十輝   | 佐藤卓哉          | 高林久弥            | 森本浩文                                                            | -                   | 2009年 10月2日 |       |       |       |       |       |       |       |       |       |       |       |       |       |       |       |       |       |
| 2     | 勉強する生徒会     | 花田十輝   | 加藤敏幸          | 加藤敏幸            | ウクレレ善似郎                                                      | 佐野恵一            | 10月9日        |       |       |       |       |       |       |       |       |       |       |       |       |       |       |       |       |       |
| 3     | 取材される生徒会   | 花田十輝   | うえだしげる      | うえだしげる        | 服部憲知                                                            | 森本浩文            | 10月16日       |       |       |       |       |       |       |       |       |       |       |       |       |       |       |       |       |       |
| 4     | 創作する生徒会     | 花田十輝   | 金﨑貴臣          | 内山まな            | 石川洋一                                                            | 佐野恵一            | 10月23日       |       |       |       |       |       |       |       |       |       |       |       |       |       |       |       |       |       |
| 5     | 休憩する生徒会     | 花田十輝   | 柳沢テツヤ        | 吉田俊司            | 桜井正明                                                            | 森本浩文            | 10月30日       |       |       |       |       |       |       |       |       |       |       |       |       |       |       |       |       |       |
| 6     | 差し伸べる生徒会   | 花田十輝   | 高本宣弘          | 神保昌登            | 工藤裕加                                                            | 佐野恵一            | 11月6日        |       |       |       |       |       |       |       |       |       |       |       |       |       |       |       |       |       |
| 7     | 踏み出す生徒会     | 花田十輝   | 福田道生          | 筑紫大介            | 森本浩文                                                            | -                   | 11月13日       |       |       |       |       |       |       |       |       |       |       |       |       |       |       |       |       |       |
| 8     | 嫉妬する生徒会     | 花田十輝   | 渡邊哲哉          | 渡邊哲哉            | 星野尾高広 ウクレレ善似郎                                           | 佐野恵一            | 11月20日       |       |       |       |       |       |       |       |       |       |       |       |       |       |       |       |       |       |
| 9     | 私の生徒会         | 花田十輝   | 金崎貴臣          | 高林久弥            | 石川洋一 山本佐和子                                                 | 森本浩文            | 11月27日       |       |       |       |       |       |       |       |       |       |       |       |       |       |       |       |       |       |
| 10    | 片付ける生徒会     | 花田十輝   | 小島正士          | うえだしげる        | 胡陽樹 服部憲知                                                     | 佐野恵一            | 12月4日        |       |       |       |       |       |       |       |       |       |       |       |       |       |       |       |       |       |
| 11    | 欠ける生徒会       | 花田十輝   | 加藤敏幸          | 加藤敏幸            | 桜井正明 星野尾高広 森本浩文                                        | 森本浩文            | 12月11日       |       |       |       |       |       |       |       |       |       |       |       |       |       |       |       |       |       |
| 12    | 生徒会の一存       | 花田十輝   | 金﨑貴臣 佐藤卓哉 | 神保昌登            | 石川洋一 佐野恵一                                                   | 佐野恵一            | 12月18日       |       |       |       |       |       |       |       |       |       |       |       |       |       |       |       |       |       |
| 第2期 |                    |            |                   |                     |                                                                     |                     |                |       |       |       |       |       |       |       |       |       |       |       |       |       |       |       |       |       |
| 0     | すぎさきメモリアル | 吉田玲子   | 今泉賢一          | 今泉賢一            | 片山敬介 小林理 古川英樹 岩田幸大 今泉賢一                          | 依田正彦 小野田将人 | 2013年 1月9日  |       |       |       |       |       |       |       |       |       |       |       |       |       |       |       |       |       |
| 1     | テコいれする生徒会 | 吉田玲子   | 今泉賢一          | 阿部雅司            | 渡辺浩二 小林理                                                     | 小野田将人          | 1月16日        |       |       |       |       |       |       |       |       |       |       |       |       |       |       |       |       |       |
| 2     | 疑う生徒会         | 國澤真理子 | 今泉賢一          | セトウケンジ        | 辻智子                                                              | 依田正彦            | 1月23日        |       |       |       |       |       |       |       |       |       |       |       |       |       |       |       |       |       |
| 3     | 就職する生徒会     | 大知慶一郎 | 今泉賢一          | 荒川眞嗣            | 村田涼一 小川一郎                                                   | 小野田将人          | 1月30日        |       |       |       |       |       |       |       |       |       |       |       |       |       |       |       |       |       |
| 4     | 回収する生徒会     | 國澤真理子 | 今泉賢一          | 柳瀬雄之            | KIM YONG-SIK                                                        | 依田正彦            | 2月6日         |       |       |       |       |       |       |       |       |       |       |       |       |       |       |       |       |       |
| 5     | 聖戦               | 國澤真理子 | 今泉賢一          | 岸川寛良            | 石本英治 百瀬恵美子                                                 | 小野田将人          | 2月13日        |       |       |       |       |       |       |       |       |       |       |       |       |       |       |       |       |       |
| 6     | 歓迎する生徒会     | 吉田玲子   | 今泉賢一          | 矢野孝典 駒屋健一郎 | 山崎淳 緒方美枝子                                                   | 依田正彦            | 2月20日        |       |       |       |       |       |       |       |       |       |       |       |       |       |       |       |       |       |
| 7     | Sサイズハンター    | 大知慶一郎 | 今泉賢一          | 内山まな            | 海堂ヒロユキ 舛舘俊秀 輿石暁 横田拓己                               | 小野田将人          | 2月27日        |       |       |       |       |       |       |       |       |       |       |       |       |       |       |       |       |       |
| 8     | 追いかける生徒会   | 國澤真理子 | 今泉賢一          | 柳瀬雄之            | KIM YONG-SIK                                                        | 依田正彦            | 3月6日         |       |       |       |       |       |       |       |       |       |       |       |       |       |       |       |       |       |
| 9     | 終わらない生徒会   | 吉田玲子   | 今泉賢一          | 阿部雅司            | 谷口元浩 舛館俊秀 滝川和男 志賀道憲 小林理 山本周平 谷拓也 岩田幸大 | 小野田将人          | 3月13日        |       |       |       |       |       |       |       |       |       |       |       |       |       |       |       |       |       |
| EX    | 渡す生徒会         | 大知慶一郎 | 今泉賢一          | 岸川寛良            | 澤田英香 谷口元浩 舛館俊秀 山本周平                                 | -                   | 未放送         |       |       |       |       |       |       |       |       |       |       |       |       |       |       |       |       |       |

### 放送局
| 放送地域 | 放送局                  | 放送期間                 | 放送日時           | 放送系列       | 備考                                                                |
| -------- | ----------------------- | ------------------------ | ------------------ | -------------- | ------------------------------------------------------------------- |
| 愛知県   | テレビ愛知              | 2009年10月2日 - 12月18日 | 金曜 25:58 - 26:28 | テレビ東京系列 |                                                                     |
| 日本全域 | BS日テレ                | 2009年10月2日 - 12月18日 | 金曜 26:00 - 26:30 | BSデジタル放送 |                                                                     |
| 日本全域 | アニメワン              | 2009年10月3日 - 12月19日 | 土曜 12:00 更新    | ネット配信     | 1週間無料配信 期間終了後は有料配信                                  |
| 日本全域 | アニメNewtypeチャンネル | 2009年10月3日 - 12月19日 | 土曜 12:00 更新    | ネット配信     | 第1話のみ無期限無料配信 第2話以降1週間無料配信 期間終了後は有料配信 |
| 神奈川県 | tvk                     | 2009年10月3日 - 12月19日 | 土曜 25:00 - 25:30 | 独立UHF局      | 額縁放送                                                            |
| 福岡県   | TVQ九州放送             | 2009年10月4日 - 12月20日 | 日曜 26:30 - 27:00 | テレビ東京系列 | 額縁放送                                                            |
| 兵庫県   | サンテレビ              | 2009年10月5日 - 12月21日 | 月曜 26:10 - 26:40 | 独立UHF局      | 額縁放送                                                            |
| 埼玉県   | テレ玉                  | 2009年10月7日 - 12月23日 | 水曜 25:30 - 26:00 | 独立UHF局      |                                                                     |
| 千葉県   | チバテレビ              | 2009年10月7日 - 12月23日 | 水曜 26:30 - 27:00 | 独立UHF局      |                                                                     |
| 東京都   | TOKYO MX                | 2009年10月8日 - 12月24日 | 木曜 26:30 - 27:00 | 独立UHF局      |                                                                     |
| 日本全域 | BS11                    | 2010年2月19日 - 5月7日   | 金曜 24:00 - 24:30 | BSデジタル放送 | 『ANIME+』枠                                                        |
| 日本全域 | AT-X                    | 2010年8月25日 - 11月10日 | 水曜 10:30 - 11:00 | CS放送         | e2および、AT-X HD!のみ フルサイズ                                   |
| 日本全域 | チャンネルNECO          | 2015年1月16日 - 4月10日  | 金曜 18:00 - 18:30 | CS放送         | リピート放送あり                                                    |

| 放送地域 | 放送局         | 放送期間                  | 放送日時           | 放送系列         | 備考               |
| 先行配信 | 先行配信       | 先行配信                  | 先行配信           | 先行配信         | 先行配信           |
| -------- | -------------- | ------------------------- | ------------------ | ---------------- | ------------------ |
| 日本全域 | ニコニコ生放送 | 2012年10月13日 - 12月15日 | 土曜 23:30 - 24:00 | ネット配信       | タイムシフト非対応 |
| 本放送   |                |                           |                    |                  |                    |
| 東京都   | TOKYO MX       | 2013年1月9日 - 3月13日    | 水曜 25:00 - 25:30 | 独立局           |                    |
| 福岡県   | TVQ九州放送    | 2013年1月9日 - 3月13日    | 水曜 26:40 - 27:10 | テレビ東京系列   |                    |
| 兵庫県   | サンテレビ     | 2013年1月10日 - 3月14日   | 木曜 24:35 - 25:05 | 独立局           | 製作関与           |
| 岐阜県   | 岐阜放送       | 2013年1月10日 - 3月14日   | 木曜 25:45 - 26:15 | 独立局           |                    |
| 三重県   | 三重テレビ     | 2013年1月10日 - 3月14日   | 木曜 26:20 - 26:50 | 独立局           |                    |
| 千葉県   | チバテレビ     | 2013年1月11日 - 3月15日   | 金曜 25:30 - 26:00 | 独立局           |                    |
| 日本全域 | BS11           | 2013年1月11日 - 3月15日   | 金曜 27:00 - 27:30 | BS放送           | 『ANIME+』枠       |
| 埼玉県   | テレ玉         | 2013年1月13日 - 3月17日   | 日曜 24:30 - 25:00 | 独立局           | 製作関与           |
| 神奈川県 | tvk            | 2013年1月13日 - 3月17日   | 日曜 24:30 - 25:00 | 独立局           |                    |
| 日本全域 | AT-X           | 2013年9月18日 - 11月13日  | 水曜 22:30 - 23:00 | アニメ専門CS放送 | リピート放送あり   |
| 日本全域 | チャンネルNECO | 2015年4月17日 - 6月19日   | 金曜 18:00 - 18:30 | CS放送           | リピート放送あり   |

## ラジオ

### 第1期
『碧陽学園☆校内放送』が2009年10月9日よりテレビアニメ公式サイト内および角川アニメチャンネルにて金曜 15:00に配信された。
2010年1月1日より『碧陽学園☆校内放送 放課後編』としてパワーアップし、2010年6月22日に最後の配信となった。ラジオCDとしてAMG MUSICからDJCDが2枚発売されている。
コーナー
- 「まぜる生徒会」
- 「今回の公約」
- 「生徒会ホワイトボード」
- 「ふつおた紹介」
- 「伝達する生徒会」

パーソナリティ（第1期）
- 本多真梨子（桜野くりむ役）
- 富樫美鈴（椎名深夏役）
- 堀中優希（椎名真冬役）

### 第2期
『碧陽学園☆校内放送R（仮）』第0回が2012年10月12日に配信され、以降は『碧陽学園☆校内放送 Lv.2』として、テレビアニメ公式サイト内および角川アニメチャンネルにて2013年3月29日まで毎週金曜日に配信されていた。全24回。不定期に原作者の葵せきなによる描きおろしの脚本を用いたラジオドラマが冒頭に流れるが、その回以外はパーソナリティの誰かがラジオはじめにお便りを一人で読み、それ以降はブースの外に周る。
コーナー
- 「お答えする生徒会」
  - リスナーの悩みをブースの外に回っている生徒会メンバーの一人が答えるコーナー。原作者描きおろしのラジオドラマがある回は休止。

- 「表彰する生徒会」 
  - リスナーの自慢を生徒会メンバーが表彰するコーナー。

- 「生徒会絆試し」
  - リスナーが送ってきたお題を元に生徒会メンバーが絵を描くコーナー。

- 「生徒会ホワイトボード」
  - リスナーが送ってきたゆるい話題について生徒会メンバー同士で徹底的に話しあうコーナー。

- 「生徒会目安箱」
  - ふつおたのコーナー。

パーソナリティ（第2期）
- 本多真梨子（桜野くりむ役）
- 美名（紅葉知弦役）
- 富樫美鈴（椎名深夏役）
- 野水伊織（椎名真冬役）

## 関連商品

### 音楽CD
- Treasure
- 妄想☆ふぇてぃっしゅ!
- 生徒会の一存 キャラクター・ファンディスク
- 生徒会の一存 リミックスベストアルバム『踊る生徒会』
- 生徒会の一存DJCD 碧陽学園☆校内放送~期末テスト編~
- 生徒会の一存DJCD 碧陽学園☆校内放送~夏休み編~
- 生徒会の一存 ベストアルバム『コンプリートする生徒会』
- Precious
- コレクションする生徒会
- 生徒会の一存 Lv.2 DJCD 碧陽学園☆校内放送Lv.2 〜秘密の女子会編〜
- 生徒会の一存 Lv.2 DJCD 碧陽学園☆校内放送 Lv.2 in アニ店特急 〜全国版〜
- 生徒会の一存 Lv.2 DJCD 碧陽学園☆校内放送 Lv.2 〜秘密の放課後編〜

### 書籍
- 『生徒会の全集 碧陽学園生徒会公認ファンブック』、2010年3月17日発売[97]、ISBN 978-4-8291-7687-0
  - テレビアニメのファンブック。各話解説他メインキャストのインタビューが収録されている。

### DVD / Blu-ray

#### 第1期
シリーズDVDの発売元は角川書店、販売元は角川映画であり、DVD限定版通常版特典として杉崎チャプター、PV、CM、ノンテロップオープングエンディング集が各巻に収録されている。第3巻には『桜野くりむの演説』、第4巻には『紅葉知弦の語る童話』が映像特典として収録された。
ジャケットについてDVD限定版は、原作のイラストを担当している狗神煌が担当し、通常版はアニメのキャラクターデザインである堀井久美が担当している。
限定版特典として原作にあった『桜野くりむのオールナイト全時空』、続編の『桜野くりむのオールナイト全時空エバーグリーン』のドラマCDがそれぞれ1巻と2巻に収録され、3-6巻は杉崎視点とした生徒会メンバーを攻略する選択型ゲーム『攻略する生徒会』のDVDが3巻以降の各巻に収録されている。1巻はさらに碧陽学園生徒会オリジナルパスケースが封入されている。
Blu-ray Disc BOXについては、角川書店と角川映画の合併に伴い発売・販売元共に角川書店となっており、全3枚組。ジャケットはこちらも原作イラストの狗神煌が担当し、原作者葵せきな描きおろしの短編小説『綺麗な生徒会』が収録されたブックレットのほか、DVD限定版の1・2巻に収録されたオールナイト全時空、オールナイト全時空エバーグリーンをひとまとめにしたドラマCD1枚が封入されている。映像特典は、CM、PV集のほかノンテロップオープニング・エンディング集が収録されている。よってDVD版に収録された一部特典は未収録である。
| 巻数                     | 発売日         | 収録話          | 規格品番   | 規格品番  |
| 巻数                     | 発売日         | 収録話          | 初回限定版 | 通常版    |
| DVD                      | DVD            | DVD             | DVD        | DVD       |
| ------------------------ | -------------- | --------------- | ---------- | --------- |
| 第1巻                    | 2009年12月11日 | 第1話 - 第2話   | KABA-6801  | KABA-6901 |
| 第2巻                    | 2010年1月15日  | 第3話 - 第4話   | KABA-6802  | KABA-6902 |
| 第3巻                    | 2010年2月12日  | 第5話 - 第6話   | KABA-6803  | KABA-6903 |
| 第4巻                    | 2010年3月12日  | 第7話 - 第8話   | KABA-6804  | KABA-6904 |
| 第5巻                    | 2010年4月16日  | 第9話 - 第10話  | KABA-6805  | KABA-6905 |
| 第6巻                    | 2010年5月14日  | 第11話 - 第12話 | KABA-6806  | KABA-6906 |
| 生徒会の一存 Blu-ray BOX |                |                 |            |           |
|                          | 2012年9月28日  | 全12話          | KAXA-5200  |           |

#### 第2期
Blu-ray Discは限定版のみ、DVDは限定版と通常版と計3系統で発売された。ただし第1巻のみアニメイト・ゲーマーズ初回限定版仕様があり型番・値段も異なる。各巻2話収録で全5巻。発売元は角川書店、販売元はムービック。
ジャケットはBlu-ray・DVD通常版限定版問わず同様のキャラクターデザインの小野田将人描きおろしのイラストである。限定版には封入特典として各巻のジャケットを元にしたプレシャスメモリーズのスペシャルプロモーションカードが収録されるほか、原作の作画担当の狗神煌描きおろしイラストの三方背ケースが各巻に付属するほか、Blu-ray & DVD限定版（第1－4巻のみ）には原作最終巻『生徒会の十代』にある「告白する生徒会」をもとにしたドラマCDが各巻に各生徒会メンバーのうち1人と杉崎と相対するドラマCDが収録される（第1巻は桜野くりむ、第2巻は紅葉知弦、第3巻は椎名深夏。第4巻は椎名真冬）。ボーナストラックトラックとして1巻には水無瀬流南の録りおろし毒舌セリフ集第2巻には藤堂エリスの録りおろしボイス集、第3巻には杉崎林檎、第4巻には藤堂リリシアの録りおろしボイス集が収録される。
第1巻のアニメイト・ゲーマーズ初回限定盤の封入特典として録りおろしの「オールナイト全時空・R〜リターンズ〜」のドラマCDが収録された。
映像特典として、各巻にニコニコ動画配信版のノンテロップEDと放送版のOPEDが収録されるほか、第1・2巻には「生徒会の一存 新アニメ(仮)」はっぴょう×世界制覇実況中継の映像、第3巻には番宣スポット集、第4巻にはBlu-ray&DVDの発売CM集、第5巻にはPV集と版権ギャラリー集が収録されている。
| 1 | 2013年2月22日 | 第0話 - 第1話 | 桜野くりむ | 水無瀬流南   | KAXA-5701 | KABA-10120 | KABA-10125 | KAXA-5711 | KABA-10131 |   |   |
| 2 | 2013年3月29日 | 第2話 - 第3話 | 紅葉知弦   | 藤堂エリス   | KAXA-5702 | KABA-10121 | KABA-10126 | -         | -          | - | - |
| 3 | 2013年4月26日 | 第4話 - 第5話 | 椎名深夏   | 杉崎林檎     | KAXA-5703 | KABA-10122 | KABA-10127 | -         | -          | - | - |
| 4 | 2013年5月31日 | 第6話 - 第7話 | 椎名真冬   | 藤堂リリシア | KAXA-5704 | KABA-10123 | KABA-10128 | -         | -          | - | - |
| 5 | 2013年6月28日 | 第8話 - 第9話 | -          | -            | KAXA-5705 | KABA-10124 | KABA-10129 | -         | -          | - | - |

### コンピュータゲーム
『生徒会の一存 -DSする生徒会-』
ニンテンドーDS対応ゲームとして、2010年3月25日に発売された。ファミ通の40点満点のクロスレビューでは25点だった。
『生徒会の一存 Lv.2 PORTABLE』
PlayStation Portable対応ゲームとして、2013年8月29日に角川ゲームスより発売。企画・開発は角川書店である。ジャンルは妄想アドベンチャー。販売形態としては初回限定盤と通常版が発売される。ファミ通の40点満点のクロスレビューでは29点だった。

### トレーディングカードゲーム
- プロジェクトレヴォリューション『生徒会の一存プラチナパック』
- ヴィクトリースパーク『ドラゴンマガジン & ドラゴンエイジパック』
- ヴァイスシュヴァルツ『富士見ファンタジア文庫』

この他にテレビアニメーション1期を基にした『ChaosTCG』（OS：テレビアニメ「生徒会の一存」）、テレビアニメーション2期を基にした『プレシャスメモリーズ』（生徒会の一存 Lv.2）が発売されている。

### 着うた
テレビアニメの主題歌の着うたはアニうた革命、生徒会の一存 碧陽学園生徒会モバイル支部にて配信中 (2009年12月時点)。パネルゲームのflashゲームの配信もされた。

## 碧陽学園生徒会
『碧陽学園生徒会』（へきようがくえんせいとかい）は、日本の声優ユニット。アニメ『生徒会の一存』の主題歌のために結成されたユニット。主要登場人物の「碧陽学園生徒会役員」を担当する桜野くりむ役の本多真梨子、紅葉知弦役の斉藤佑圭、椎名深夏役の富樫美鈴、椎名真冬役の堀中優希による女性声優4名によって構成されている。
本多、富樫、堀中はアニメ第一期が放映されていた当時はプロダクション・エースに預かりとして所属、斉藤は青二プロダクションのジュニアとして所属するなど、当時若手の声優のみで構成されている。複数のシングルCDをリリースしているが、レーベルはいずれもAMGエンタテインメントとなっている。
本多、斉藤の両名で碧陽学園生徒会会長と書記、富樫、堀中の両名で碧陽学園生徒会副会長と会計として活動することもある。
アニメ第2期『生徒会の一存 Lv.2』で、紅葉知弦役が美名、椎名真冬役が野水伊織になったことから、後続ユニットとして「碧陽学園生徒会 Lv.2」が結成されている。

### 作品

#### シングル
- Treasure（2009年）
- 妄想☆ふぇてぃっしゅ!（2009年）

#### アルバム
- 生徒会の一存 リミックスベストアルバム『踊る生徒会』 (2010年)
- 生徒会の一存 ベストアルバム『コンプリートする生徒会』 (2012年)

## 碧陽学園生徒会 Lv.2
『碧陽学園生徒会 Lv.2』（へきようがくえんせいとかい れべるに）は、日本の声優ユニット。アニメ『生徒会の一存 Lv.2』のために結成されたユニット。主要登場人物の「碧陽学園生徒会役員」を担当する桜野くりむ役の本多真梨子、紅葉知弦役の美名、椎名深夏役の富樫美鈴、椎名真冬役の野水伊織による女性声優4名によって構成されている。
アニメの第1期に当たる『生徒会の一存』のユニット、「碧陽学園生徒会」から、紅葉知弦役が斉藤佑圭から美名に、椎名真冬役が堀中優希から野水伊織になったことから結成された後続ユニットであり、「碧陽学園生徒会」の楽曲『Treasure』もカバーしている。

### 作品

#### アルバム
- Precious（2012年）